# Yukio Kasaya
Yukio Kasaya (笠谷 幸生?, Kasaya Yukio; Oe, 17 agosto 1943 – Sapporo, 23 aprile 2024) è stato un saltatore con gli sci giapponese.

## Biografia
Partecipò a quattro edizioni dei giochi olimpici invernali (1964, 1968, 1972 e 1976), conquistando una medaglia d'oro a Sapporo 1972.

## Palmarès
Olimpiadi
- 1 medaglia:
  - 1 oro (trampolino normale a Sapporo 1972)

Mondiali
- 1 medaglia:
  - 1 argento (trampolino normale a Vysoké Tatry 1970)